# Museum und Park Kalkriese

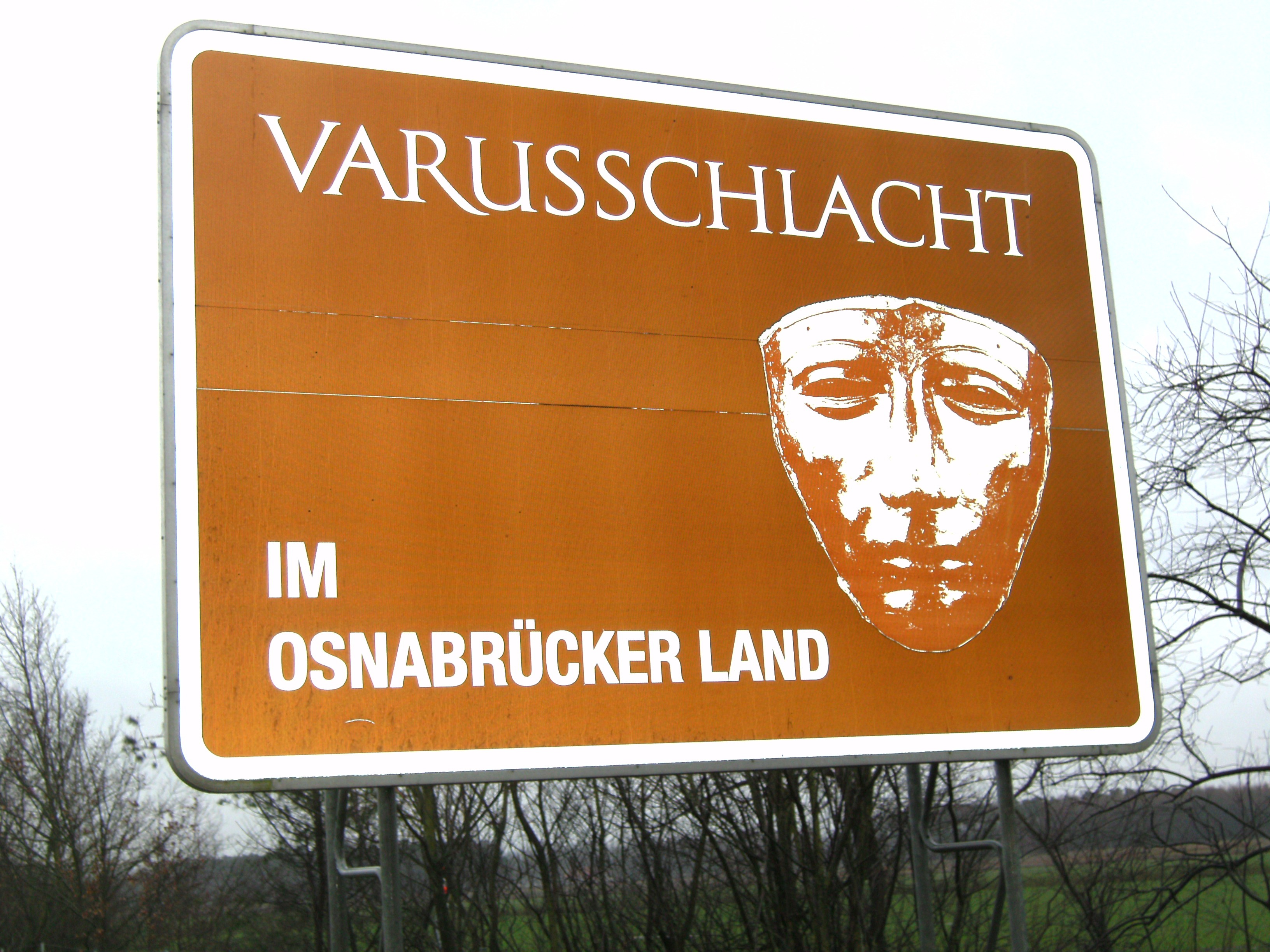
Werbetafel auf dem Museumsgelände

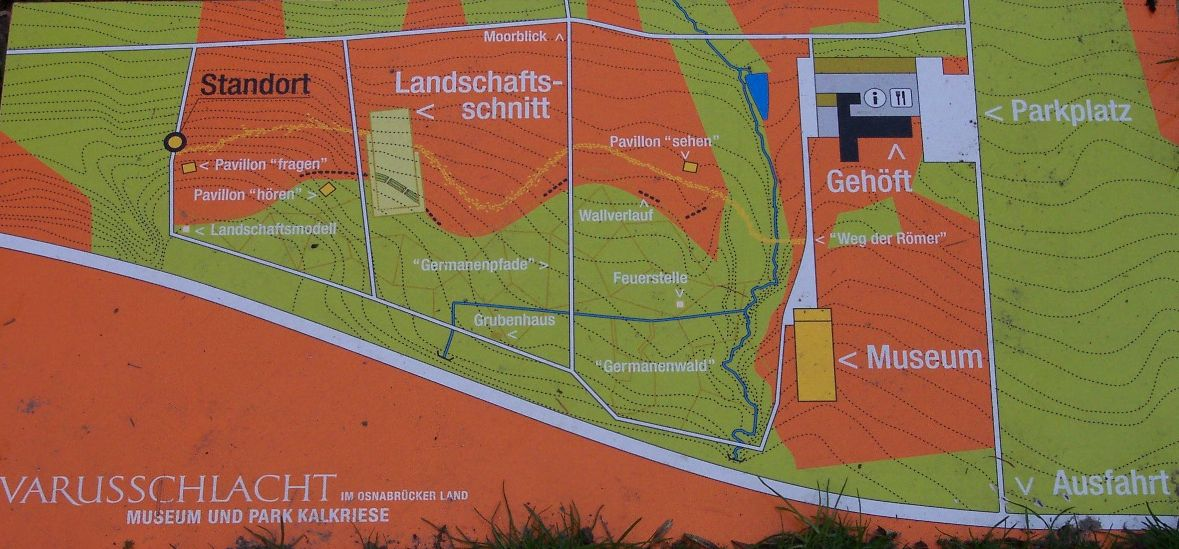
Übersichtstafel zum Museumsgelände am Eingang

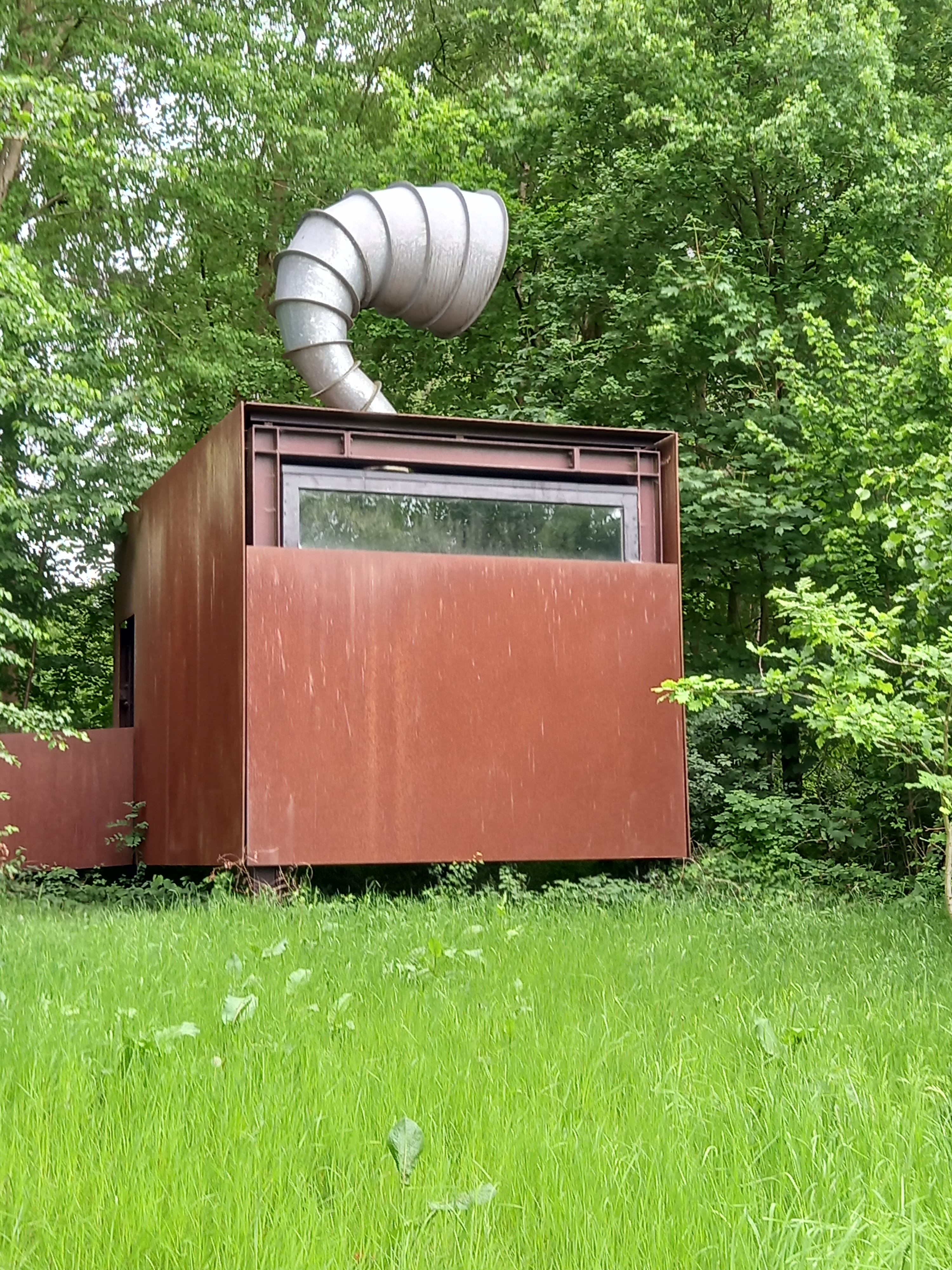
Pavillon „Hören“ im Südwestteil des Parks

Varusschlacht im Osnabrücker Land – Museum und Park Kalkriese, kurz Museum und Park Kalkriese, ist ein archäologisches Museum mit angeschlossenem Freilichtmuseum im Bramscher Ortsteil Kalkriese am Wiehengebirge im Osnabrücker Land. Die Anlage wurde gegründet, da die Fundregion Kalkriese darauf hinweist, dass hier im Jahr 9 n. Chr. einer der Schauplätze der Varusschlacht zwischen Arminius und Varus gewesen sein könnte.

## Geschichte des Museums

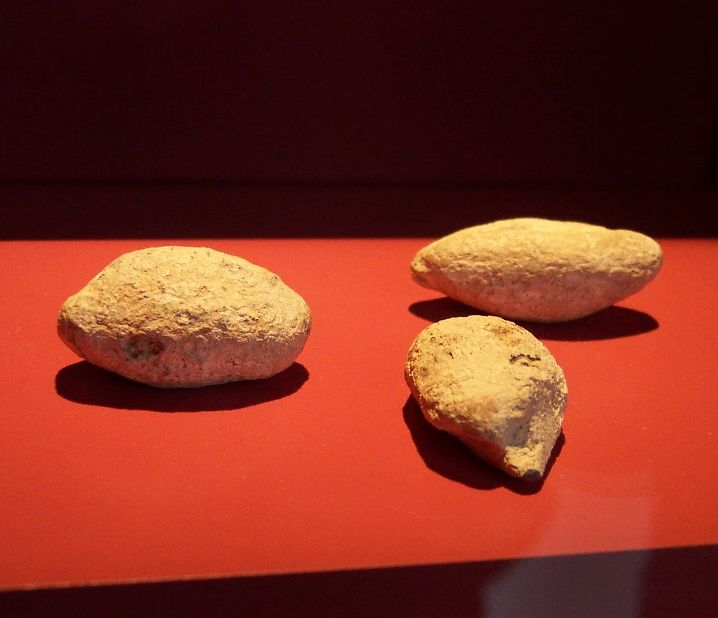
Der Fund der drei Schleuderbleie war 1988 Auslöser der andauernden archäologischen Grabungen in Kalkriese.

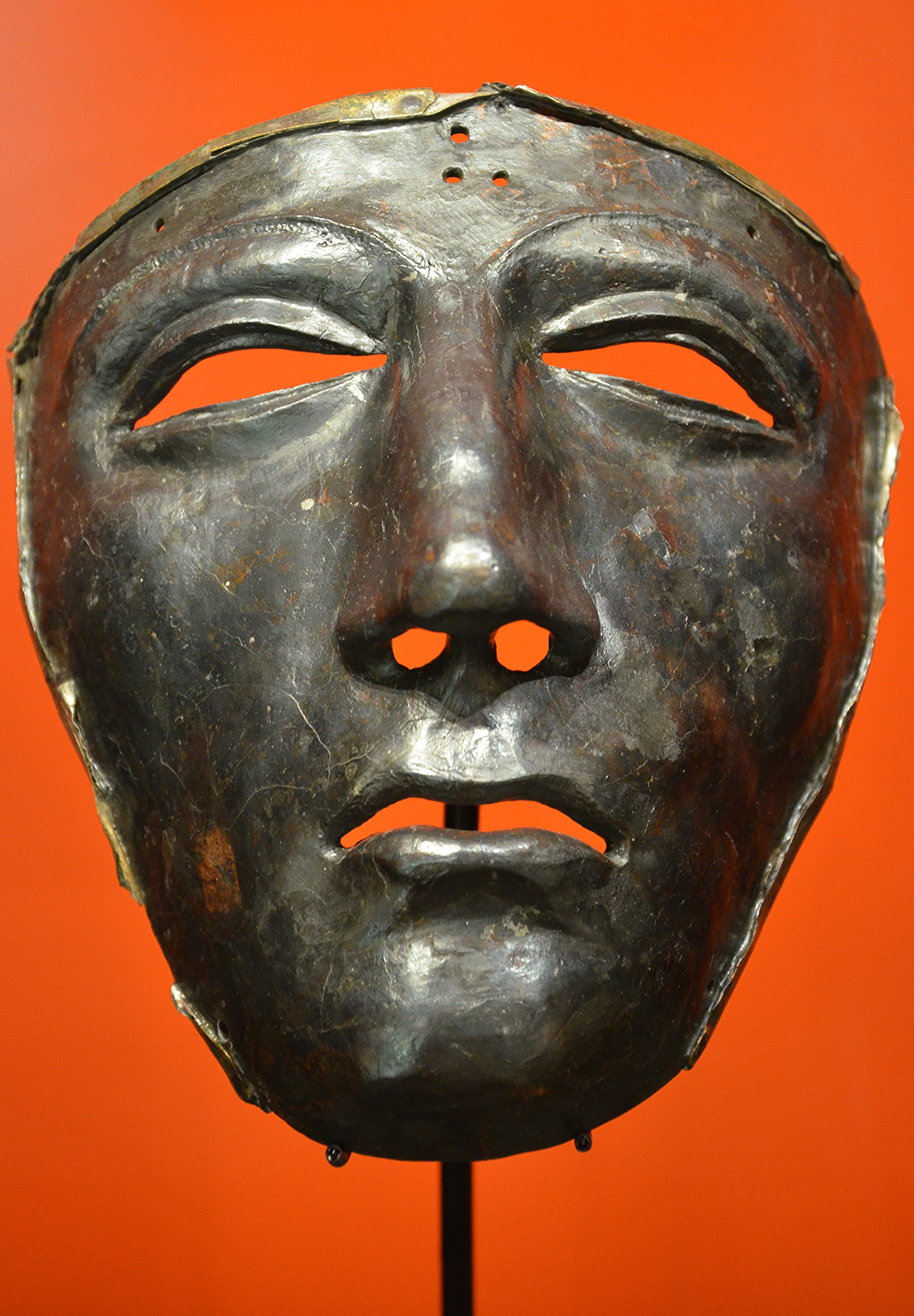
Die eiserne Gesichtsmaske – das Prunkstück der Ausstellung.

Der britische Offizier und Amateurarchäologe Tony Clunn fand 1987 und 1988 auf den umliegenden Äckern drei römische Schleuderbleie sowie römische Münzen. 1989 begannen planmäßige Ausgrabungen, die eine große Anzahl an Münzen, Waffen, Fragmente der Ausrüstung römischer Soldaten, Tier- und Menschenknochen sowie Reste einer Wallanlage zutage förderten. Schnell wurde die Bedeutung des Ortes als einer der möglichen Austragungsorte der Varusschlacht deutlich.
Um die archäologischen Funde schnell der Öffentlichkeit präsentieren zu können, wurde 1993 ein Informationsraum auf einem nahe gelegenen Bauernhof eingerichtet. Im Rahmen eines Projektes zur Weltausstellung Expo 2000 entstand der Museumspark Varusschlacht, der im Jahr 2001 durch einen Museumsbau ergänzt und mit einer völlig neu konzipierten Ausstellung am 21. April 2002 eröffnet wurde. Der Bau des Museums kostete 14 Millionen Euro. 2009 wurde die Anlage um ein Besucherzentrum erweitert.
Getragen wird das Museum vom Landkreis Osnabrück und von der Stiftung der Sparkassen im Osnabrücker Land. Von 2005 bis 2020 war Joseph Rottmann Geschäftsführer des Museums, dem der Prähistoriker Stefan Burmeister folgte. Museumsleiterin ist Heidrun Derks. Das Museum hat jährlich rund 100.000 Besucher, darunter etwa 1.000 Schulklassen.
Im Jahr 2005 wurde das Museum mit dem Europa Nostra Award ausgezeichnet. Der Preis in Höhe von 10.000 Euro wurde „für die innovative Interpretation des antiken Schlachtfeldes und die interdisziplinäre Forschungsarbeit verliehen.“ 2022 wurde das Museum zum dritten Mal mit dem Museumsgütesiegel des Museumsverbands Niedersachsen und Bremen e. V. ausgezeichnet. Einmal im Jahr erscheint der Varus-Kurier mit Themen aus Kalkriese und Archäologie.
Zum 2000-jährigen Jubiläum der Varusschlacht im Jahr 2009 fanden Ausstellungen in Kalkriese, im Lippischen Landesmuseum in Detmold und im LWL-Römermuseum in Haltern am See statt.

## Park
Auf dem Gelände des etwa 20 Hektar großen Parks werden für die Öffentlichkeit zugängliche archäologische Ausgrabungen durchgeführt. Ein durch Spundwände auf das historische Niveau eingetiefter Geländeabschnitt mit rekonstruierter Geländesituation und einem rekonstruierten Wall vermittelt einen kleinen Eindruck des Schlachtfeldes.
Auf dem Parkgelände ist der Verlauf des Walls durch eiserne Stelen im Boden gekennzeichnet. Der vermutete Marschweg der römischen Armee, der „Weg der Römer“, ist durch stählerne Platten im Gelände markiert. Zusätzlich bieten Stahl-Platten im Boden Informationen zum Schlachtverlauf, zu Personen und Fundstücken. Auf Schautafeln werden die Methoden der archäologischen Untersuchung des antiken Schlachtfeldes dargestellt.
Die Organisatoren bieten dem Publikum regelmäßig verschiedene Veranstaltungen an. Die höchsten Besucherzahlen verzeichnen regelmäßig die in den ungeraden Jahren stattfindenden „Römer- und Germanentage“. Im Jubiläumsjahr 2009 besuchten 26.000 Menschen das Spektakel.

## Museum
Das moderne Museumsgebäude mit seiner Fassade aus Cortenstahl und Glasfenstern wurde von den Zürcher Architekten Annette Gigon und Mike Guyer entworfen und 2002 fertiggestellt. Ein 40 Meter hoher Aussichtsturm ermöglicht einen Rundblick über das vermutete Schlachtfeld. In der Dauerausstellung des Museums werden rund 400 Objekte der Grabungen in Kalkriese gezeigt. Insgesamt wurden rund 6.000 römische Funde in Kalkriese gemacht. Das Glanzstück der Ausstellung ist die eiserne Helmmaske eines römischen Reiters, die einst einen Überzug aus Silberblech trug, welches vermutlich durch Plünderer heruntergerissen wurde.

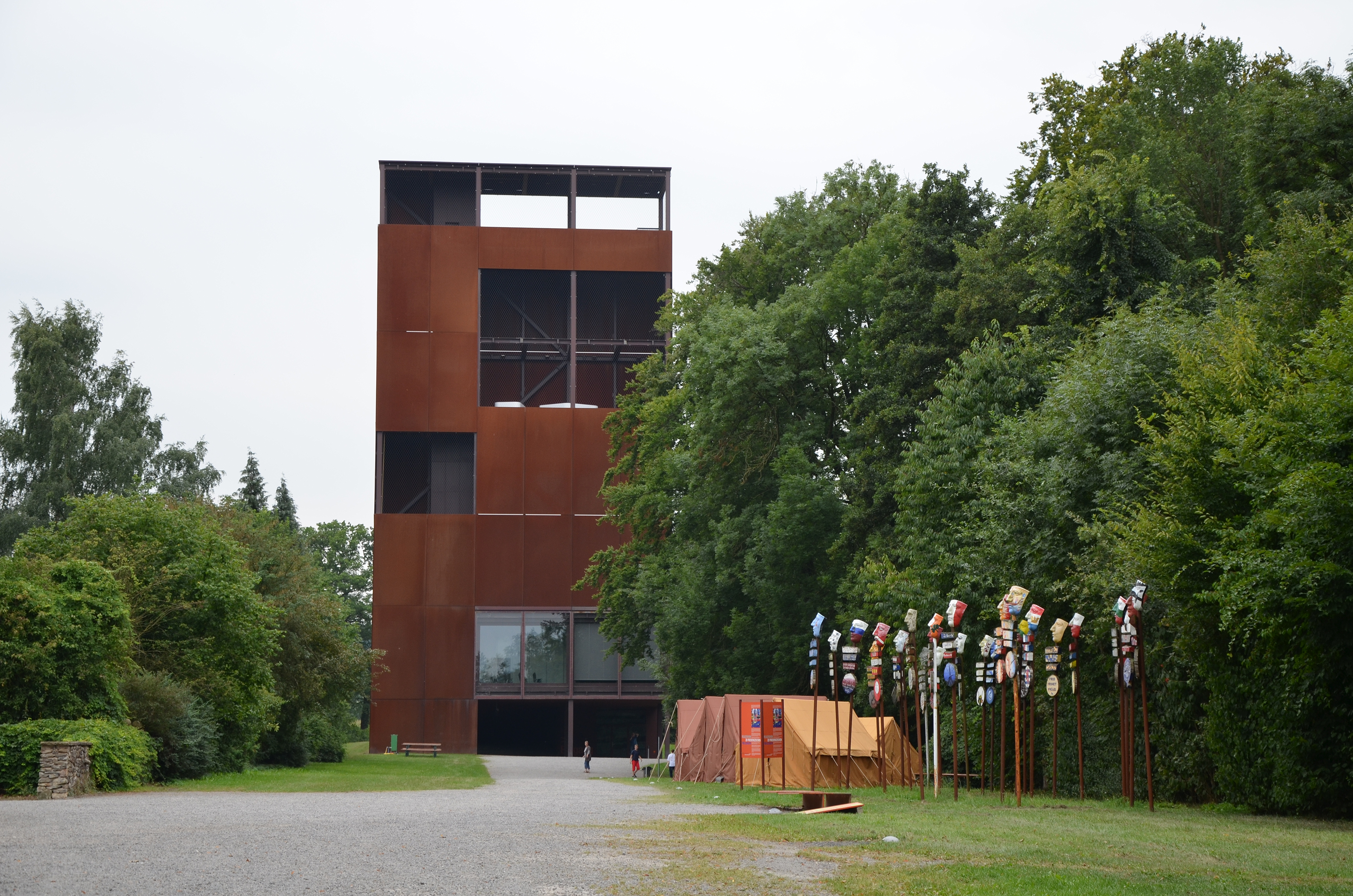
Ausstellungs- und Aussichtsturm
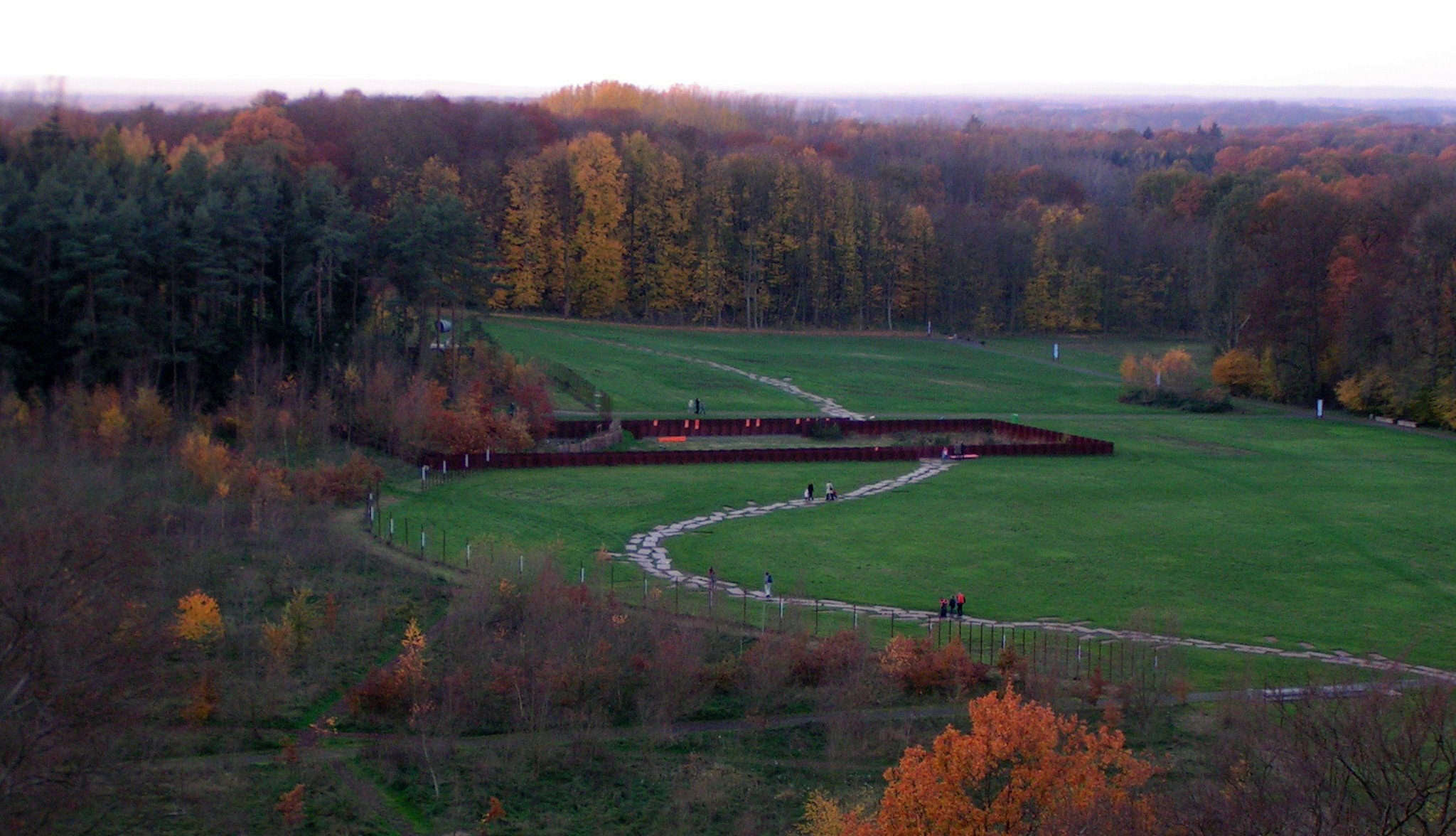
Blick auf den Park vom Ausstellungsturm
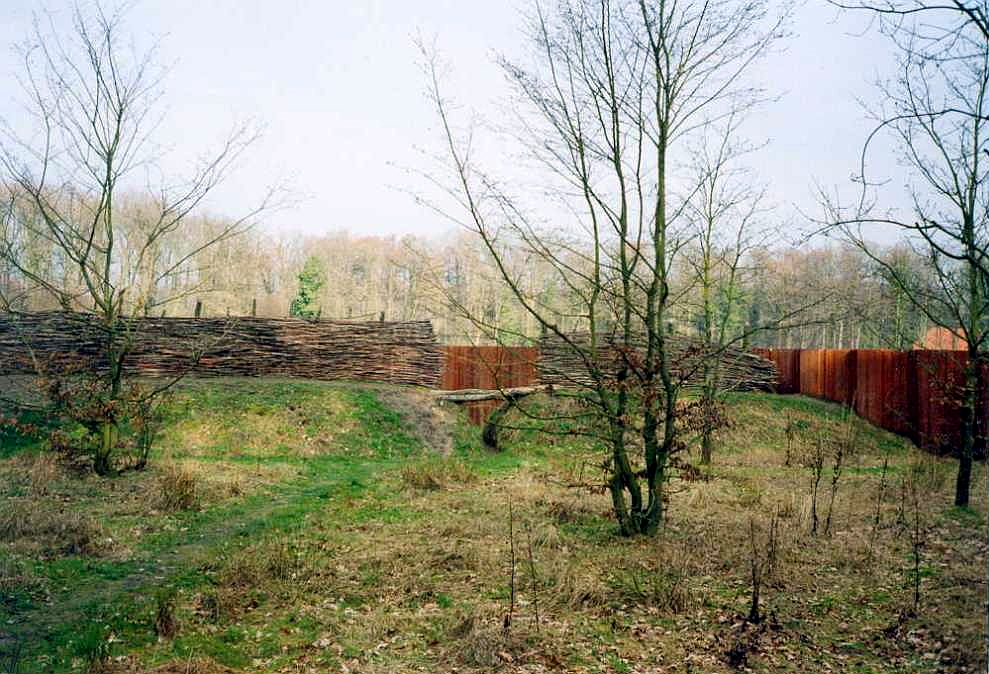
Ein rekonstruierter germanischer Wall auf dem ausgegrabenen Schlachtfeld
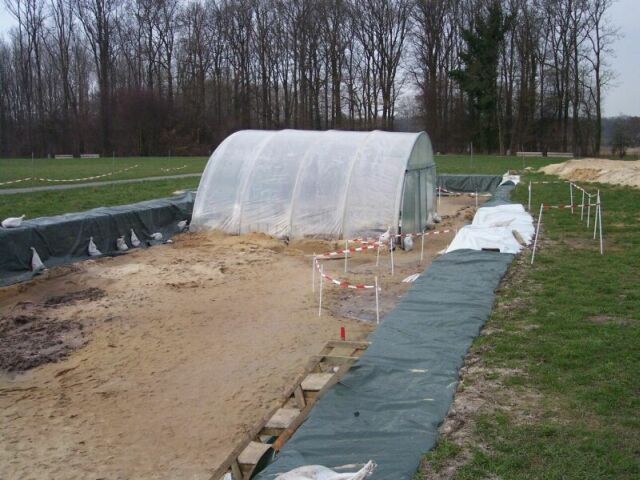
Eine Ausgrabungsstelle auf dem Schlachtfeld
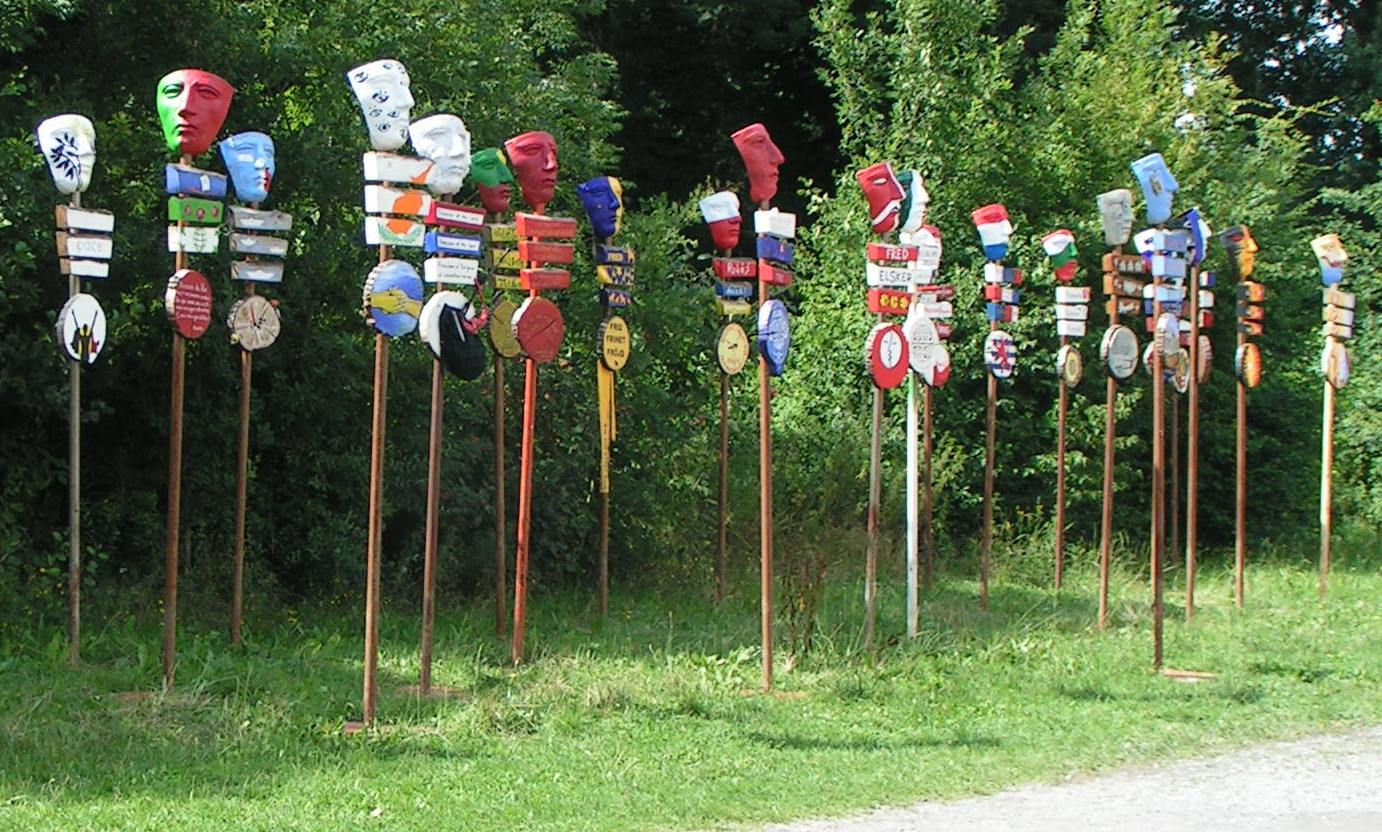
„Friedenszeichen“ aller 27 Staaten der EU, aufgestellt im Jubiläumsjahr 2009

## Kritik
Nach Presseberichten wollen der Landkreis Osnabrück und die Landschaftsverbände Kalkriese mit rund 28 Millionen Euro zu einem „Hauptzentrum deutscher Historie ausbauen“. Zwischenzeitlich wurde Kritik geäußert, dass nur Indizien dafür sprechen, dass es sich bei den Fundstücken um Überreste aus der Varusschlacht handele und eine sachliche Diskussion im Interesse der Tourismusförderung gescheut werde. Neuere Forschungen aus dem Jahr 2022 belegen allerdings über den Vergleich der chemischen Fingerabdrücke der römischen Rüstungen, dass es sich bei den Funden tatsächlich um die 19. Legion, die mit Varus untergegangen ist, gehandelt hat.